# Домінік Скутецький
Домінік Скутецький (словац. Dominik Skutecký; 14 лютого 1849, Гаяри — 13 березня 1921, Банська Бистриця) — словацький живописець єврейського походження. До альтернативних форм його імені належать Давид, Доменіко, Доме, Скутезький, Скутецький. Спеціалізувався на пейзажах, портретах та жанрових сценах.

## Біографія
Після смерті батька в 1859 році його сім'я переїхала до Відня, де він розпочав навчання мистецьких студій у скульптора Йоганна Меікснер (Йоганна Мейхнера). Він також брав приватні уроки мистецтва в Академії образотворчих мистецтв, де навчався у Карла Вюрцингера та Карла фон Блааса з 1865 по 1867 рік. Отримавши стипендію, він продовжував навчання у Венеції з 1867 по 1870 рр., де працював із художником історії Помпео Маріно Мольменті в Академії ді-мистецтв. Він також провів кілька місяців в Академії образотворчих мистецтв, Мюнхен.
Після 1873 року він був жителем Відня, де в основному був портретистом. Перший його великий показ був у Кюнстлерхаузі в 1875 році. Саме в цей час він зустрів Сесілію Леві, модель, з якою згодом одружиться. Під час свого першого перебування в Бансько-Бистриці, з 1884 по 1886 рік, він зосередився на пейзажах та жанрових сценах місцевого селянства. Він оселився там назавжди в 1889 році і знову почав робити портрети видатних жителів району. Він також створив численні картини «Cooper Hammer», мідна мануфактура, відома своєю прогресивною практикою управління. Пізніше він організував художні виставки, найбільші (120 робіт) з яких відбулися в 1902 році.
Його роботи можна побачити у Словацькій національній галереї та в Центральній словацькій галереї (Stredoslovenská galéria). Багато знаходяться в приватних колекціях.
Його дочка, Карола Скутецька-Карвашова, також стала художницею, а його син, Олександр Скутецький, був відомим архітектором.

## Вибрані картини

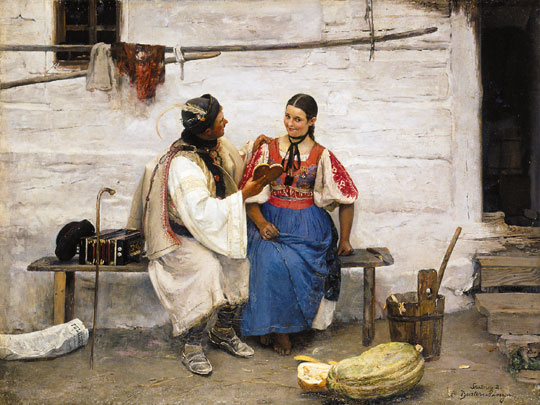
Залицяння
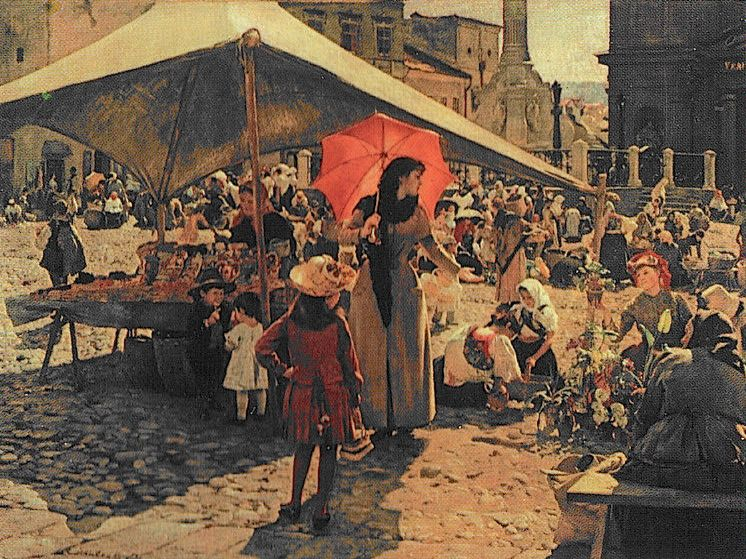
Ринок у Банській Бистриці
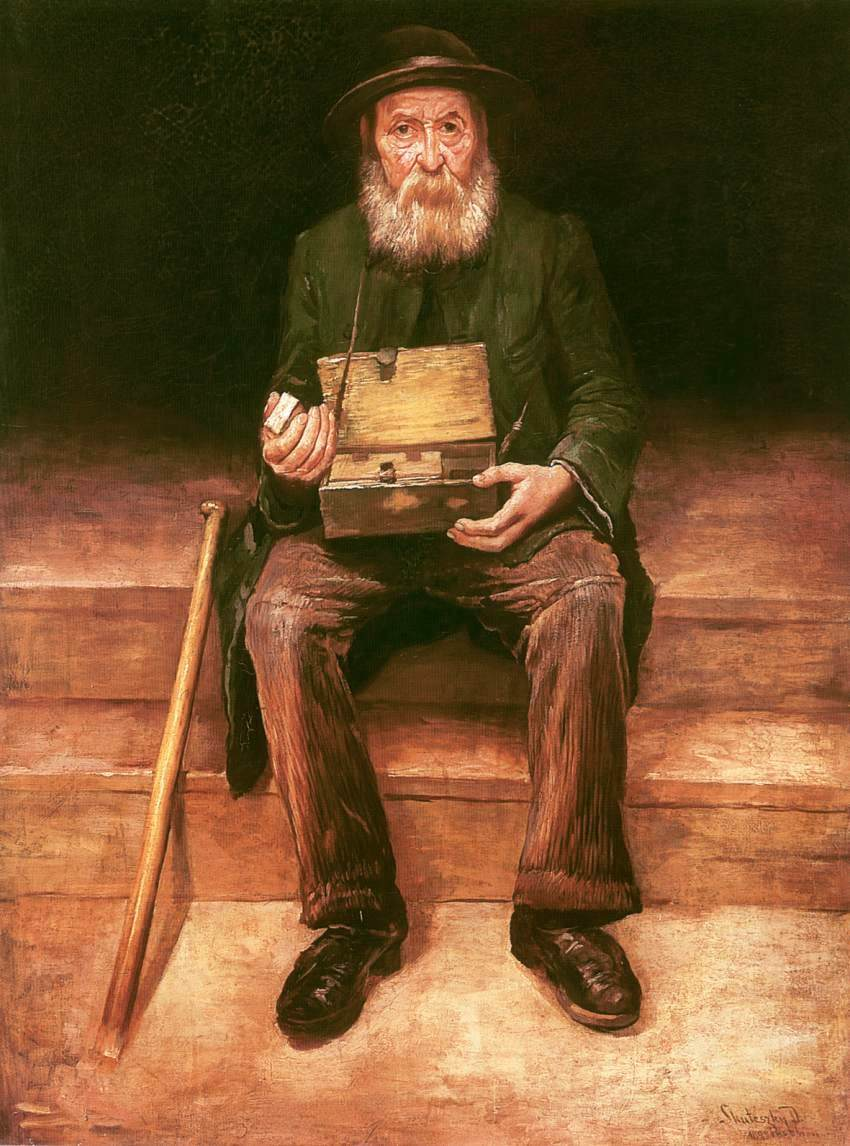
Продавець сигарет
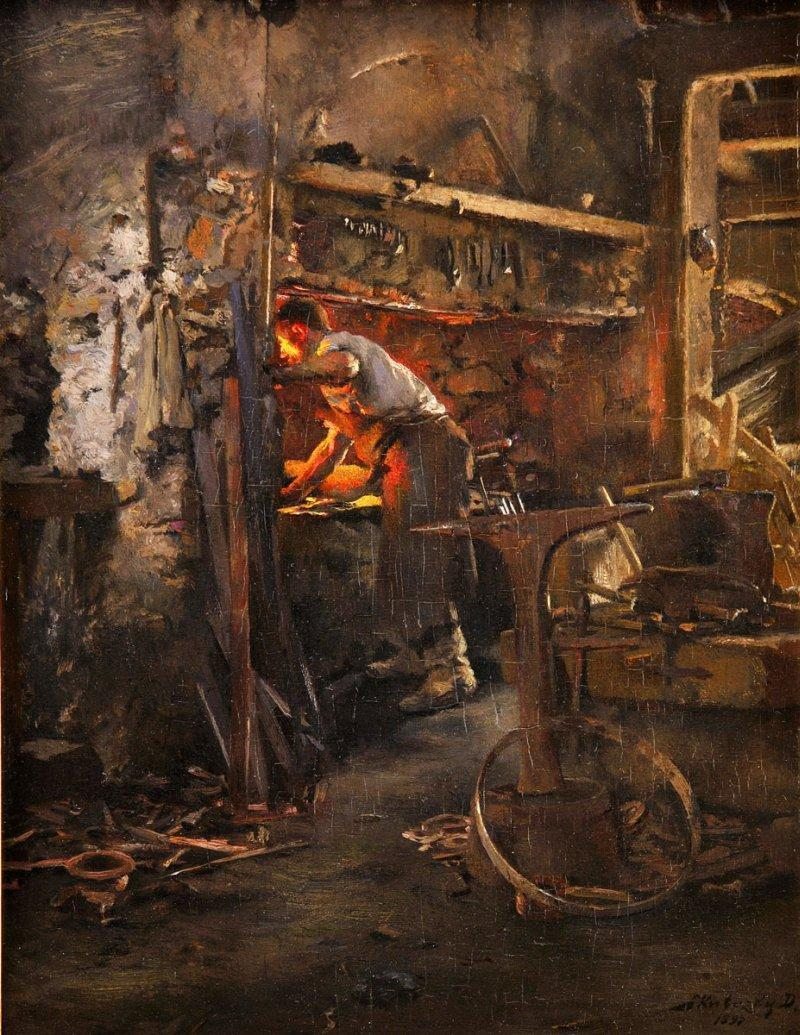
У Ковальському цеху
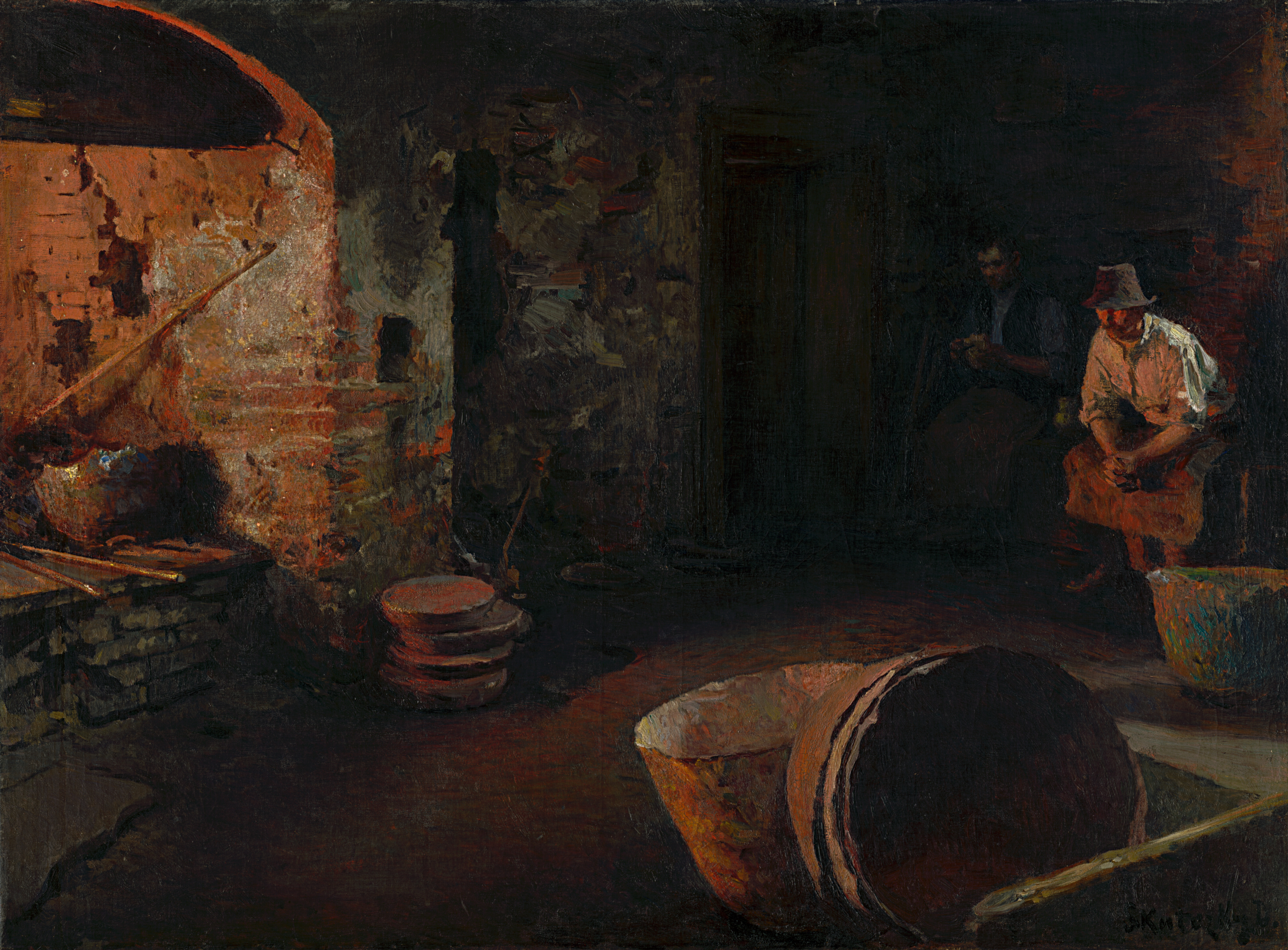
Котельні, Відпочинок